# Свешников, Антон Вадимович
Анто́н Вади́мович Све́шников (18 ноября 1968, Омск — 1 января 2021, там же) — российский историк, популяризатор науки, доктор исторических наук (2011), профессор Омского государственного университета им. Ф. М. Достоевского.

## Биография
В 1994 году окончил исторический факультет Омского государственного университета.
На формирование исторических взглядов наибольшее влияние оказали Г. К. Садретдинов, В. П. Корзун, Д. П. Синельников; работы А. Я. Гуревича и А. И. Неусыхина.
В 1997 году в Томском государственном университете защитил кандидатскую диссертацию на тему «Историческая концепция Л. П. Карсавина и поиски нового языка исторической науки».
В 2011 году защитил докторскую диссертацию «Петербургская школа медиевистов начала XX века. Историко-антропологическое исследование научного сообщества».
С 1994 года преподавал на кафедре теории и истории мировой культуры Омского государственного университета. С 2000 года — доцент, с 2013 года — профессор кафедры всеобщей истории Омского государственного университета. С 2000 по 2008 год занимал должность заместителя декана исторического факультета Омского государственного университета. Работал внешним совместителем в Высшей школе экономики. Проходил стажировки в Институте всеобщей истории РАН и Институте восточноевропейских исследований при Бременском университете.
Научные интересы: отечественная историография рубежа XIX—XX веков, история отечественной медиевистики, теория и история гуманитарного знания, историко-философские взгляды Л. П. Карсавина, история образовательной политики, язык исторической науки, культурология.
В 1992 году получил грант Института «Открытое общество». Много участвовал в коллективных грантах РГНФ.
Являлся экспертом РФФИ, входил в состав объединённого диссертационного совета при Омском государственном педагогическом университете. Член Российского общества интеллектуальной истории.
Также известен как популяризатор науки и публичный историк. В 2005 году (вместе с Е. В. Груздовым) стал автором «Словаря мифологии Омска». Автор более ста научных публикаций.
Скоропостижно скончался в ночь на 1 января 2021 года от обширного инфаркта. Похоронен на Ново-Южном кладбище Омска.
Память
Междисциплинарный семинар «Встречи и диалоги в смысловом поле культуры» памяти Арама Айковича Асояна и Антона Вадимовича Свешникова (Омск, 12-13 марта 2021 года).

## Основные работы
Монографии и документальные сборники
- Письма русских историков: (С. Ф. Платонов, П. Н. Милюков) / [Сост. В. П. Корзун, М. А. Мамонтова, А. В. Свешников]. — Омск : [Омский гос. ун-т], 2003 (Тип. ООО Полиграфист). — 304 с.
- Очерки истории отечественной исторической науки XX века / Корзун В. П., Вандалковская М. Г., Бычков С. П., Кузнецова О. В., Мамонтова М. А., Свешников А. В. и др. — Омск : Изд-во ОмГУ, 2005. — 683 с.
- Петербургская школа медиевистов начала XX века. Попытка антропологического анализа научного сообщества. — Омск : Изд-во Омского гос. ун-та, 2010. — 406 с.
- Трансформация образа советской исторической науки в первое послевоенное десятилетие: вторая половина 1940-х — середина 1950-х гг. / Корзун В. П., Колеватов Д. М., Кныш Н. А., Мамонтова М. А., Рыженко В. Г., Свешников А. В. — М.: РОССПЭН, 2011. — 470 с.
- Иван Михайлович Гревс и петербургская школа медиевистов начала XX в. Судьба научного сообщества. — М.: Центр гуманитарных инициатив, 2016. — 420 с.
- Исторический сборник «Память»: исследования и материалы / [сост., коммент. — Б. Мартин, А. Свешников]. — М.: Новое лит. обозрение, 2017. — 398 с.

Разделы коллективных монографий, статьи в сборниках
- Анализ философии гностинов в трудах Л. П. Карсавина (методы и формы научного исследования). // Античный вестник, выпуск 3, Омск, ОмГУ, 1995.
- Историческое описание как способ изучения социальных институтов // Социальные институты в истории. Омск, ОмГУ, 1996.
- Лев Карсавин : миф свободы в тексте жизни // Мифологема свободы в культуре XX века. Омск, ОмГУ, 1998.
- Свешников А. В., Степанов Б. Е. Н. П. Анциферов. «Историческая наука как одна из форм борьбы за вечность» // Исследования по истории русской мысли: ежегодник. [VI]. 2003. М., 2004.
- Иван Михайлович Гревс (1860—1941) // Портреты историков. Время и судьбы. Т. 3. Древний мир и средние века / отв. ред. Г. Н. Севостьянов. — М.: Наука, 2004. — С. 336—360.
- Миф о Грановском. Попытка дискурсного анализа // Тимофей Николаевич Грановский. Идея всеобщей истории (1813—1855). — М. : ИВИ РАН, 2006. — С. 69—81.
- Свешников А. В., Степанов Б. Е. История одного классика: Лев Платонович Карсавин в постсоветской историографии // Классика и классики в социальном и гуманитарном знании. — М. : НЛО, 2009. — С. 332—360.
- Свешников А. В., Степанов Б. Е. Как Карсавин не «вышел в классики». К вопросу о характере и контекстах механизма классикализации в постсоветской историографии // Мир историка: историографический сборник / под ред. В. П. Корзун, С. П. Бычкова. — Вып. 7. — Омск. : Изд-во Ом. гос. ун-та, 2011. — С. 193—204.
- Правительственная политика в сфере зарубежных командировок русских ученых второй половины XIX — начала XX века // Расписание перемен. Очерки истории образовательной и научной политики в Российской Империи — СССР (конец 1880—1930-е годы). — М. : Новое лит. обозрение, 2012. — С. 849—887.
- Антощенко А. В., Свешников А. В. Исторический семинарий как место знания // Историческая культура императорской России: формирование представлений о прошлом. — М. : Изд. Дом Высшей школы экономики, 2012. — С. 138—160.
- Конфликт в жизни научной школы. Казус Карсавина // Лев Платонович Карсавин. — М. : РОССПЭН, 2012. — С. 108—159.
- Дмитриев А. Н., Свешников А. В. Наука и образование // Всемирная история в 6 томах. Т. 6. Ч. 1. М.: Наука, 2018.

Статьи
- Советская медиевистика в идеологической борьбе конца 1930—1940 годов // Новое литературное обозрение. — 2008. — № 90. — С. 86-112.
- Как поссорился Лев Платонович с Иваном Михайловичем (история одного профессорского конфликта) // Новое литературное обозрение. — 2009. — № 96. — С. 42-72.
- Свешников А. В., Свешникова О. С. Группа архаического земледелия ГАИМК в 1930-е гг. // Российская археология. — 2010. — № 1. — С. 162—167.
- Научная школа как конструкция. О приемах формирования петербургской школы медиевистов начала XX века // Journal of Modern Russian History and Historiography. Boston. — Leiden : Brill, 2012. — № 5. — P. 121—158.
- Клюев А. И., Свешников А. В. Основные подходы к изучению истории отечественной медиевистики 1920—1940-х гг. // Вестник Омского университета. — 2013. — № 3 (69). — С. 57-62.
- Клюев А. И., Свешников А. В. Миграция или эмиграция: о географической мобильности советских медиевистов в 1920—1930-е гг. // Диалог со временем. — 2013. — № 45. — С. 131—143.
- Научная школа как шуба // Новое литературное обозрение. — 2014. — № 5 (129). — С. 325—356.
- Клюев А. И., Свешников А. В. П. М. Бицилли и петербургская школа медиевистики (вместо предисловия) // Средние века. — 2014. — Т. 75. — № 3-4. — С. 387—394.
- Теоретическая программа исторического сборника «Память» // Вестник Омского университета. Серия: Исторические науки. — 2015. — № 4 (8). — С. 147—151.
- Клюев А. И., Свешников А. В. Движение исторической реконструкции — от хобби к бизнесу. Эссе по экономической антропологии // Неприкосновенный запас. Дебаты о политике и культуре. — 2018. — № 1 (117). — С. 187—201
- Свешников А. В., Стеблевская Е. В. Отечественная испанистика на страницах периодического издания "Средние века: попытка количественного анализа // Средние века. — 2018. — Т. 79. — № 2. — С. 178—192.
- Герш К. В., Свешников А. В. Политическая публицистика И. М. Гревса // Вестник Томского государственного университета. История. — 2020. — № 65. — С. 129—134.
- Martin B., Sveshnikov A.V. Between Scholarship and Dissidence: The Dissident Historical Collection Pamiat (1975—1982) // Slavic Review. — Vol. 76. — No 4. — pp. 1003—1026.

Учебные издания
- История исторической науки XX века [Текст] : курс лекций по структурно-функциональному анализу. — Омск : Изд-во Омского гос. ун-та, 2012. — 57 с.